# AMT Hardballer
AMT Hardballer — самозарядний пістолет під патрон .45 ACP, який є клоном Кольту M1911, хоча деякі деталі пістолета не взаємозамінні з іншими M1911. Вони виготовляються з 1977 року компанією Arcadia Machine & Tool (інша назва AMT). Hardballer був першим із моделей M1911, виготовлений повністю з нержавіючої сталі .